# Lawrence W. Hall
Lawrence Washington Hall (* 1819 im  Lake County, Ohio; † 18. Januar 1863 in Bucyrus, Ohio) war ein US-amerikanischer Politiker. Zwischen 1857 und 1859 vertrat er den Bundesstaat Ohio im US-Repräsentantenhaus.

## Leben
Lawrence Hall besuchte bis 1839 das Hudson College. Nach einem anschließenden Jurastudium und seiner 1843 erfolgten Zulassung als Rechtsanwalt begann er ab 1844 in Bucyrus in diesem Beruf zu arbeiten. Zwischen 1845 und 1851 war er Staatsanwalt im Crawford County; von 1852 bis 1857 amtierte er als Berufungsrichter. Politisch schloss er sich der Demokratischen Partei an.
Bei den Kongresswahlen des Jahres 1856 wurde Hall im neunten Wahlbezirk von Ohio in das US-Repräsentantenhaus in Washington, D.C. gewählt, wo er am 4. März 1857 die Nachfolge des Republikaners Cooper K. Watson antrat. Da er im Jahr 1858 nicht bestätigt wurde, konnte er bis zum 3. März 1859 nur eine Legislaturperiode im Kongress absolvieren. Diese war von den Ereignissen im Vorfeld des Bürgerkrieges geprägt.
Nach dem Ende seiner Zeit im US-Repräsentantenhaus praktizierte Lawrence Hall wieder als Anwalt. Im Jahr 1862 wurde er wegen mangelnder Loyalität zur Union verhaftet und inhaftiert. Er starb am 18. Januar 1863 in Bucyrus.